# Rodrigo Martínez

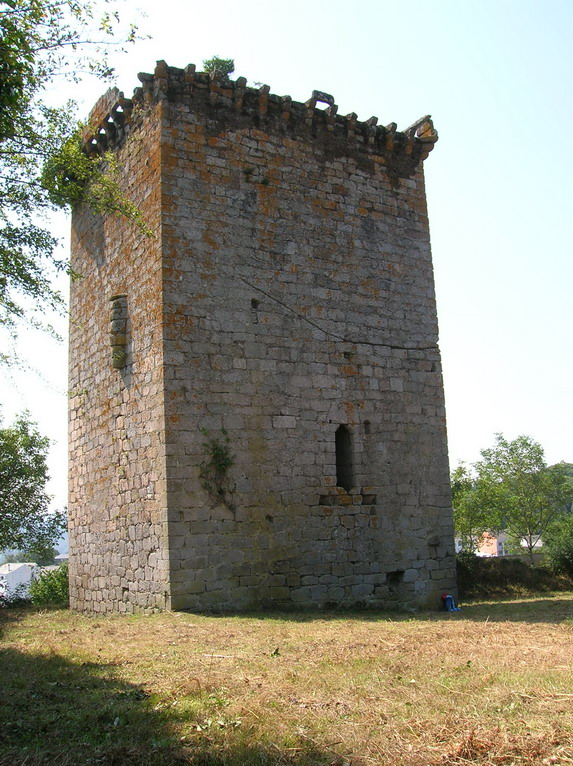
La torre del homenaje, lo que queda del castillo de Castroverde, bajo el mando de Rodrigo en 1117, su primera tenencia.

Rodrigo Martínez (en latín: 'Rudericus Martini') (murió en julio de 1138) fue un noble leonés, terrateniente, cortesano, líder militar, gobernador y diplomático, «la figura más poderosa de la región oeste de Tierra de Campos», quien «emerge como el más regular visitante de la corte de Alfonso VII entre 1127 y 1138.» Era miembro de la familia Flagínez (también llamada Flaínez), que alcanzó el rango más alto en el reino y conocieron su final en el campo de batalla. 
Era el hijo mayor del conde Martín Flaínez y de su esposa la condesa Sancha Fernández. A lo largo de toda su vida estuvo muy unido a sus hermanos Pedro y Osorio Martínez. Los tres hermanos Martínez murieron en el campo de batalla. De Martín Flaínez se sabe que donó un campo, dinero y velas al monasterio de santa Eugenia de Cordovilla ya que los monjes le hicieron un exorcismo al joven Rodrigo, con éxito.

## De parte de la Corona: gobernador y diplomático
El primer hecho de la carrera pública de Rodrigo data del 1 de mayo de 1110. En 1117 gobernaba la tenencia de Castroverde. Entre 1117 y 1136 gobernó la tenencia de Velilla de Valderaduey. De 1125 a 1137 lo hizo con la de Aguilar de Campoo. La reina Urraca murió el 8 de marzo de 1126. Cuando Alfonso tomó finalmente el control de las torres de León, la fortaleza que custodiaba la capital imperial de León, y Rodrigo con otros nobles leoneses fue a rendirle homenaje. En 1134 gobernó Mayorga y en 1135 las tenencias de Atienza y Medina del Campo al mismo tiempo. En 1137 tuvo la de Calahorra, y hay una referencia errónea en una carta de la época que lo indica en 1140. En 1136–37 también gobernó la Tierra de Campos. Incluso parece ser que quizá, en algún momento gobernó Grajal de Campos, hasta que una carta de 1152 refiere que los dos, él y Ramiro Fróilaz tenían el título de «apoderados» de Grajal. Entre 1126 y 1138 gobernó las torres de León para la corona. Desde 1120 a 1126 tuvo la tenencia de Melgar de Arriba (o posiblemente Melgar de Fernamental). Es posible que en 1126 tuviera brevemente la de Somoza, pero la única carta que lo refiere no es muy fiable. Desde 1123 a 1136 gobernó Villalobos. Desde 1132 hasta su muerte gobernó Zamora.
Hacia el final de 1128 Rodrigo ya ostentaba la dignidad condal. En 1129 contrató como su mayordomo a Pedro Manga quien luego ejercería las tenencias de Luna y Valencia de Don Juan en nombre de la corona. En 1131 un tal Fernando Menéndez actuó como el párroco de Rodrigo en Zamora.
En 1133 Rodrigo Martínez y Gutierre Fernández de Castro guiaron una embajada hasta Rueda de Jalón (Rota) para negociar con el modesto príncipe musulmán Sayf al-Dawla (Zafadola). «Los recibieron honorablemente [y fueron presentados] con unos maravillosos presentes». Acompañaron a Sayf de vuelta a León para visitar a Alfonso VII. Rodrigo obtuvo una gran recompensa del monarca por su lealtad en junio-julio de 1135 que consistió en algunas tierras confiscadas al fracasado revolucionario conde asturiano Gonzalo Peláez. Entre 1135 y 1137 Rodrigo adquirió tierras en Castrillo.

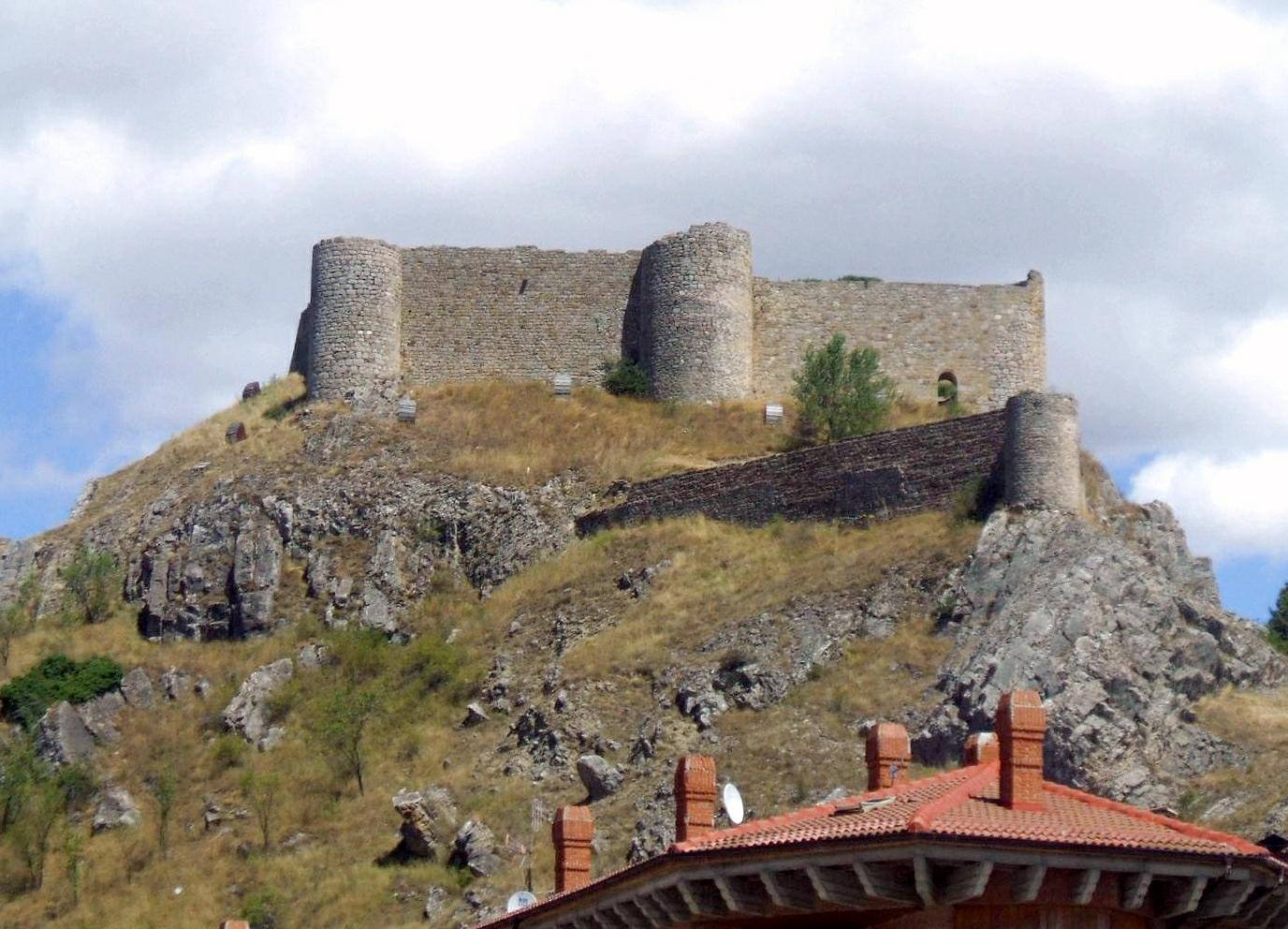
El Castillo de Aguilar de Campoo, una de las propiedades más importantes y duraderas de Rodrigo.

## Transacciones privadas: matrimonio y propiedades
El 7 de octubre de 1123 hizo una donación al monasterio benedictino de Sahagún. El 1 de julio de 1131 Rodrigo donó unas tierras en Oteruelo de la Valdoncina a Gonzalo Alfonso y Teresa Peláez. Entre 1130 y 1132 tuvo una disputa con Arias II, (obispo de León, sobre una propiedad gobernada por Pedro Peláez. El 29 de marzo de 1133 Alfonso VII concedió inmunidad (Latín cautum, español coto) al estado de Castellanos. Esto dio a Rodrigo el derecho a recaudar impuestos e impartir justicia, llamar a los hombres al servicio militar y a prohibir la entrada a oficiales reales como a los merinos y sayónes.
Rodrigo se casó con Urraca Fernández, hija de Fernando García de Hita y de Estefanía Armengol. La pareja se comprometió cuando ella no tenía más de diez años, en el tiempo en el que Rodrigo (el 21 de noviembre de 1129) le concedió una dote de once villas en Tierra de Campos. En la carta de arras, que se encuentra en los archivos de Valladolid, Rodrigo se refiere a Urraca como Fernandi Garcie et infantisse domine Stephanie filie, «hija de Fernando García y de la infantissa Doña Estefanía», una declaración jactanciosa, ya que el título de infanta implica que Estefanía era de estirpe real aunque de hecho era hija del conde Ermengol V de Urgel. Se ha especulado con que ella sostuvo el título por el matrimonio con Fernando, quien debió ser hijo natural de García de Galicia.
Urraca nunca le dio ningún hijo de quien quede constancia, pero la pareja sí que fue activa adquiriendo propiedades. Juntos, consiguieron comprar varias propiedades esparcidas a lo largo de Campos de Carrión al este de León y al oeste de Zamora en el sur (de Carrione usque in Legionem et Cemorem et per totos Campos). Estas adquisiciones  (gananciales) las compró Alfonso VII a la muerte del conde Rodrigo. El 21 de enero de 1139 el emperador afianzó Amusco y un pedazo de tierra en Vertavillo a Urraca a cambio de Manganeses y «y todo lo que consiguió con su marido Rodrigo Martínez» (totis illis comparationibus et gananzes, quas fecit cum marito suo Roderico Martinez). Después de la muerte de Rodrigo, Urraca mantuvo una relación sentimental con el rey Alfonso VII de quien tuvo una hija Estefanía quien se casó con Fernando Rodríguez de Castro. Alfonso VII adquirió sus gananciales y las de Rodrigo, quizás para proveerle algo a su hija. Urraca llevó una serie de transacciones comerciales con Alfonso entre 1139 y 1148.

## Actividades militares y muerte
Durante la rebelión de 1130 guiada por los hermanos González de Lara, Pedro y Rodrigo, y su pariente Beltrán de Risnel, Alfonso VII llamó a Rodrigo y Osorio Martínez a atacar a Pedro Díaz de Valle, padre de Gontrodo Pérez, que apoyaba la rebelión, en su castillo en Valle. De acuerdo con la Chronica Adefonsi, Rodrigo y Osorio rodearon el castillo y enviaron nuevas a Alfonso sobre los insultos que la guarnición del castillo les decían por sus fallidos asaltos. El rey  decidió  personarse y el castillo fue tomado y arrasado. Según Pedro Díaz, tras la rendición, dijo a Alfonso, «Mi señor y rey, me he equivocado; seriamente le pido, por el amor de Dios, que siempre os ayuda, que no nos paséis a mí o a mi familia al conde Rodrigo. En su lugar, usted mismo tómese la venganza que creáis más oportuna». La reputación de Rodrigo por el mal trato a sus prisioneros también se recoge en la Chronica:

El Conde Rodrigo capturó otros caballeros. A algunos los envió a prisión antes de que le rindieran todas sus posesiones. A otros les hizo servirle por un largo tiempo sin ninguna compensación. A los que le insultaron les puso el yugo del buey para arar y cultivar y alimentar la tierra como un ganadero. También les hizo, por ejemplo, comer paja de un pesebre. Después de despojarles de todas sus riquezas, permitía a sus ya destrozados prisioneros seguir su camino en libertad.

A las órdenes de su líder rebelde, Jimeno Íñiguez, sobrino de Pedro y Rodrigo González de Lara, la ciudad de Coyanza también se rindió al rey para evitar caer en manos de Rodrigo.

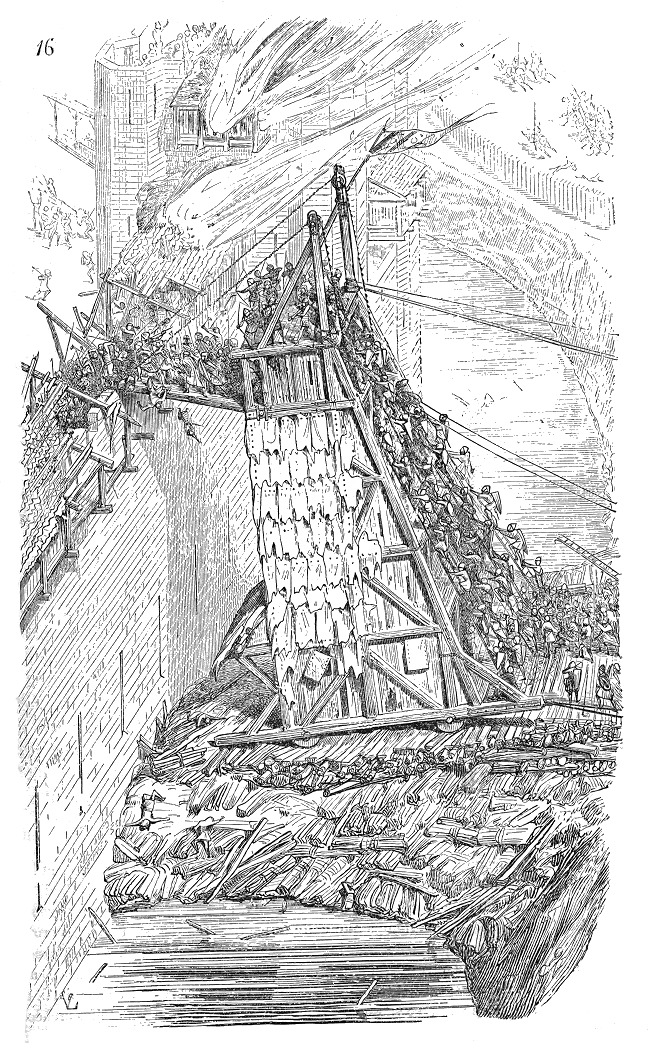
Torre sitiada como en la que hirieron de muerte a Rodrigo.

Rodrigo murió en el sitio de Coria donde apoyaba al emperador con su séquito de caballeros (mesnada), en julio de 1138. El sitio fue la culminación de un verano razzia de profundizar en al-Ándalus. La razzia había comenzado en mayo bajo la dirección de Alfonso, Rodrigo Martínez y Rodrigo Fernández de Castro. Rodrigo Martínez murió durante el asalto a los muros de las ciudad, hecho descrito en la Chronica Adefonsi: 

El Emperador llamó a los comandantes y les ordenó mobilizarse con aparatos de guerra para preparar el asalto a la ciudad. Envió a sus cazadores a las montañas en busca de ciervos, jabalíes y osos para alimentar a sus tropas y por la mañana comenzó el asalto. El cónsul y conde Rodrigo Martínez decidió a escalar una de las torres de madera. Muchos caballeros y arqueros subieron a la torre con él. Entonces, uno de los enemigos tiró por casualidad una flecha a la torre a la que el cónsul había subido. Por desgracia, la punta de metal de la flecha alcanzó el cuello al cónsul. Sin embargo, antes de que el cónsul se diese cuenta de cómo había sido herido, rápidamente agarró la punta de la flecha y se la sacó. En ese momento empezó a sangrar, produciéndose una grave hemorragia. Ni los magos ni los médicos pudieron parar el sangrado. Finalmente, Rodrigo dijo a los que le rodeaban, «Quitadme las armas, ya que estoy exhausto hasta el extremo». Al momento le desarmaron y le llevaron a su tienda. Durante todo el día siguiente intentaron curarle la herida. Alrededor de la puesta del sol, toda esperanza en la medicina se perdió, y el caballero murió. Tan pronto como la noticia se extendió en el campamento, hubo tremendas muestras de duelo, más de los que nadie había podido imaginar. Mientras volvía de las montañas, el emperador fue informado de la muerte del cónsul. Supo la causa al entrar en el campamento. Alfonso hizo reunir a todos sus consejeros y en su presencia nombró a Osorio, hermano de Rodrigo, como cónsul, en su lugar.

El sitio fue ganado al día siguiente, y el cuerpo de Rodrigo fue inmediatamente trasladado a su sitio de descanso en León por su hermano Osorio, «acompañado por su compañía militar y la de su hermano Osorio». Rodrigo fue enterrado en el mausoleo familiar, junto a sus padres, en una iglesia cercana a la Catedral de Santa María, posiblemente el monasterio de San Pedro de los Huertos, en el que sus padres fueron recibidos por gracia real de Urraca de Zamora y Elvira de Toro en 1099. Osorio sucedió a Rodrigo como conde y recibió sus tenencias de Aguilar, de Campoo, León, y Zamora.